# Liste der Mitglieder der National Academy of Sciences/1915
Im Jahr 1915 wählte die National Academy of Sciences der Vereinigten Staaten 10 Personen zu ihren Mitgliedern.

## Neugewählte Mitglieder
- Charles G. Abbot (1872–1973)
- William Castle (1867–1962)
- G. Stanley Hall (1846–1924)
- Frank Lillie (1870–1947)
- Graham Lusk (1866–1932)
- Robert A. Millikan (1868–1953)
- Alexander Smith (1865–1922)
- Victor Vaughan (1851–1929)
- Henry S. White (1861–1943)
- Samuel W. Williston (1852–1918)